# Justus Carl Hasskarl
Justus Carl Hasskarl (Kassel, 6 dicembre 1811 – Kleve, 5 gennaio 1894) è stato un botanico ed esploratore tedesco specializzato in pteridophyta, bryophyta e spermatophyta.

## Biografia
Justus Carl Hasskarl nacque a Kassel nel regno di Vestfalia. fu cofondatore della Società di Curiosità Naturali dell'India, a Bavaria, e fece ricerche per molti anni sulla flora dell'Indonesia. Nel 1834 Justus stava studiando la storia naturale mentre organizzava le spedizioni. Nel 1836 si trasferì a Giava entrando a far parte dell'orto botanico di Buitenzorg (Bogor), dove nel 1837 iniziò a lavorare sulla botanica. Con il direttore Johannes Elias Teijsmann sistemò le piante e le famiglie tassonomiche, portando allo spostamento di numerosi specimen nell'orto botanico.
Nel 1852 il governo dei Paesi Bassi lo inviò a Lima ed all'inizio del 1853 Justus compì una spedizione all'interno del Perù raggiungendo la costa orientale del lago Titicaca. Rimandò le proprie collezioni di semi e specimen nei Paesi Bassi. Tornò a Giava prima di tornare definitivamente in Europa nel 1856, con una salute cagionevole.

## Alcune opere
- 1856: Filice javanicae. Batavia
- 1856: Retzia observation of PLANTIS botanicae Botanici Bogoriensis horticulture. Leida
- 1859: Hortus Bogoriensis descr. Retziae seu nova editio. Amsterdam 1858
- 1866: Neuer Rumphs Herbarium amboinense Schlüssel zu. Halle
- 1867: Horti malabarici Rheedeani clavis locupletissima. Dresda
- 1870: Commelinaceae indicae. Vienna
- 1847: Plantae javanicae rariores. Berlino

## Riconoscimenti
Il genere Hasskarlia Baill. della famiglia delle Euphorbiaceae prende il nome da Justus Carl Hasskarl.